# Мерки, Отто
Отто Мерки (нем. Otto Märki) — швейцарский футболист, игравший на позиции нападающего, выступал за клуб «Арау».
В составе национальной сборной Швейцарии сыграл 6 матчей, забил два гола.

## Карьера
Отто Мерки выступал за футбольный клуб «Арау», играл на позиции нападающего. В составе клуба он дважды выигрывал чемпионат Швейцарии. В сборной Швейцарии Отто дебютировал 5 мая 1912 года в товарищеском матче против сборной Германии в Санкт-Галлене. Встреча завершилась победой немцев со счётом 1:2.
Свой первый гол за сборную он забил 4 мая 1913 года в матче против сборной Бельгии в Базеле. Счёт открыли гости — отличился Сильвен Бребарт на 30-й минуте, а в конце второго тайма Луи Сайс удвоил преимущество. В конце встречи на 85-й минуте Мерки установил окончательный счёт — 1:2.
За шесть лет Мерки сыграл 6 матчей и забил 2 гола. Последнюю игру за сборную провёл 23 декабря 1917 года против австрийцев.

## Достижения
«Арау»
- Чемпион Швейцарии: 1911/12, 1913/14